# Piwo (film 1965)
Piwo – polski film krótkometrażowy z 1965 roku, zrealizowany według opowiadania Piwo Tadeusza Różewicza. 
Film jest częścią (i zarazem jedynym epizodem) cyklu Współczesna Nowela Polska.

## Fabuła
Utwór jest analizą postawy człowieka w obliczu grożącego mu niebezpieczeństwa, zaś jego akcja dzieje się tuż po II wojnie światowej. W dworcowej poczekalni dyskusję przy piwie prowadzi dwóch młodych mężczyzn, z których jeden opowiada drugiemu przykre zajście z własnego życia.

## Obsada[1]
- Stanisław Wyszyński – Henryk,
- Marian Rułka – Gustaw,
- Aleksander Fogiel – mężczyzna w dworcowej restauracji,
- Jadwiga Kuryluk  – matka Henryka,
- Teresa Lipowska – barmanka (we współczesności),
- Jerzy Turek – kelner,
- Teresa Szmigielówna – barmanka (w czasie wojny).